# Râul Cerna (Tulcea)
Râul Cerna este un curs de apă, afluent al Dunării. Se varsă în lacul Traian.